# Ulli Bögershausen

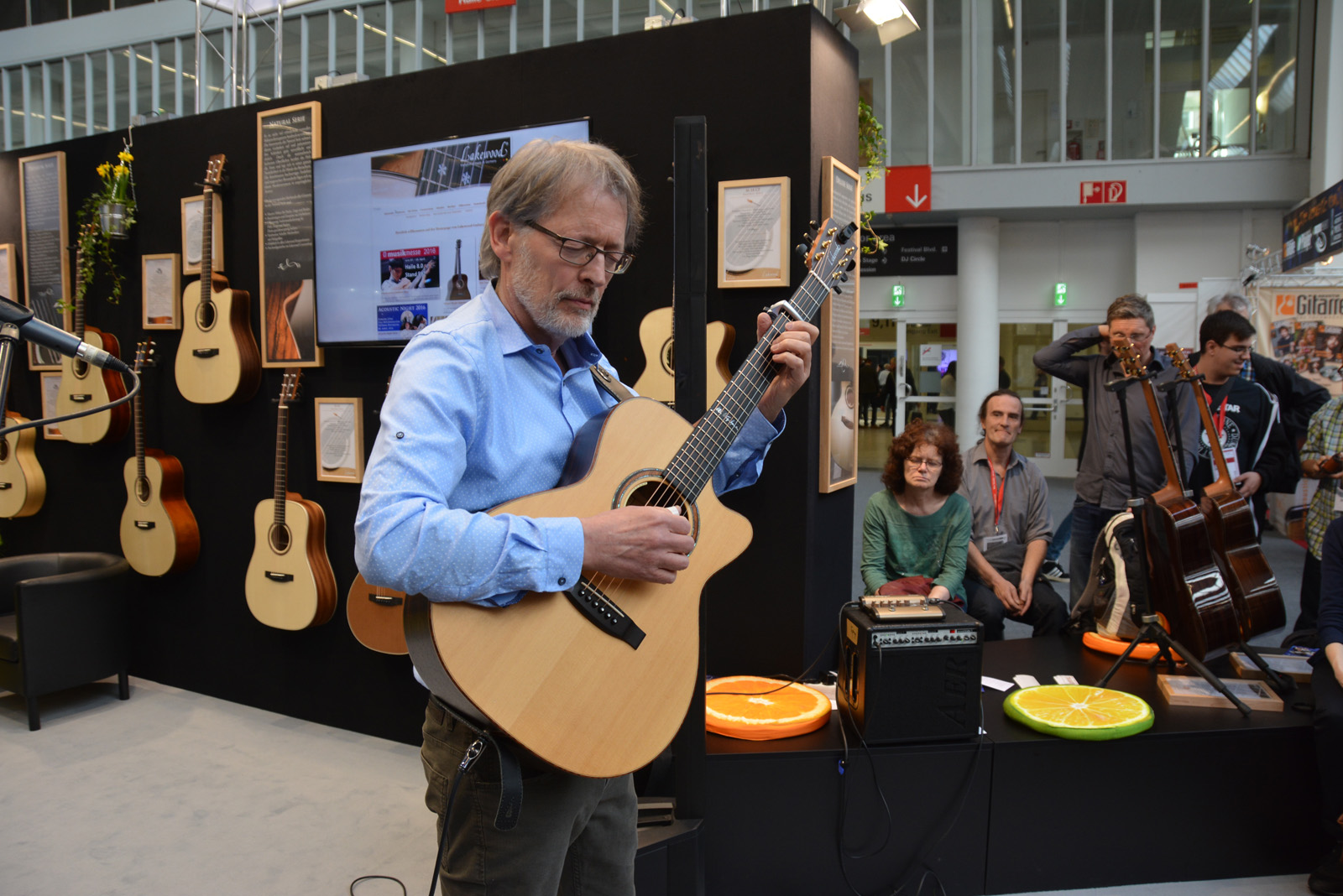
Ulli Bögershausen auf der Musikmesse Frankfurt bei einem Auftritt am Stand von Lakewood Guitars im April 2016

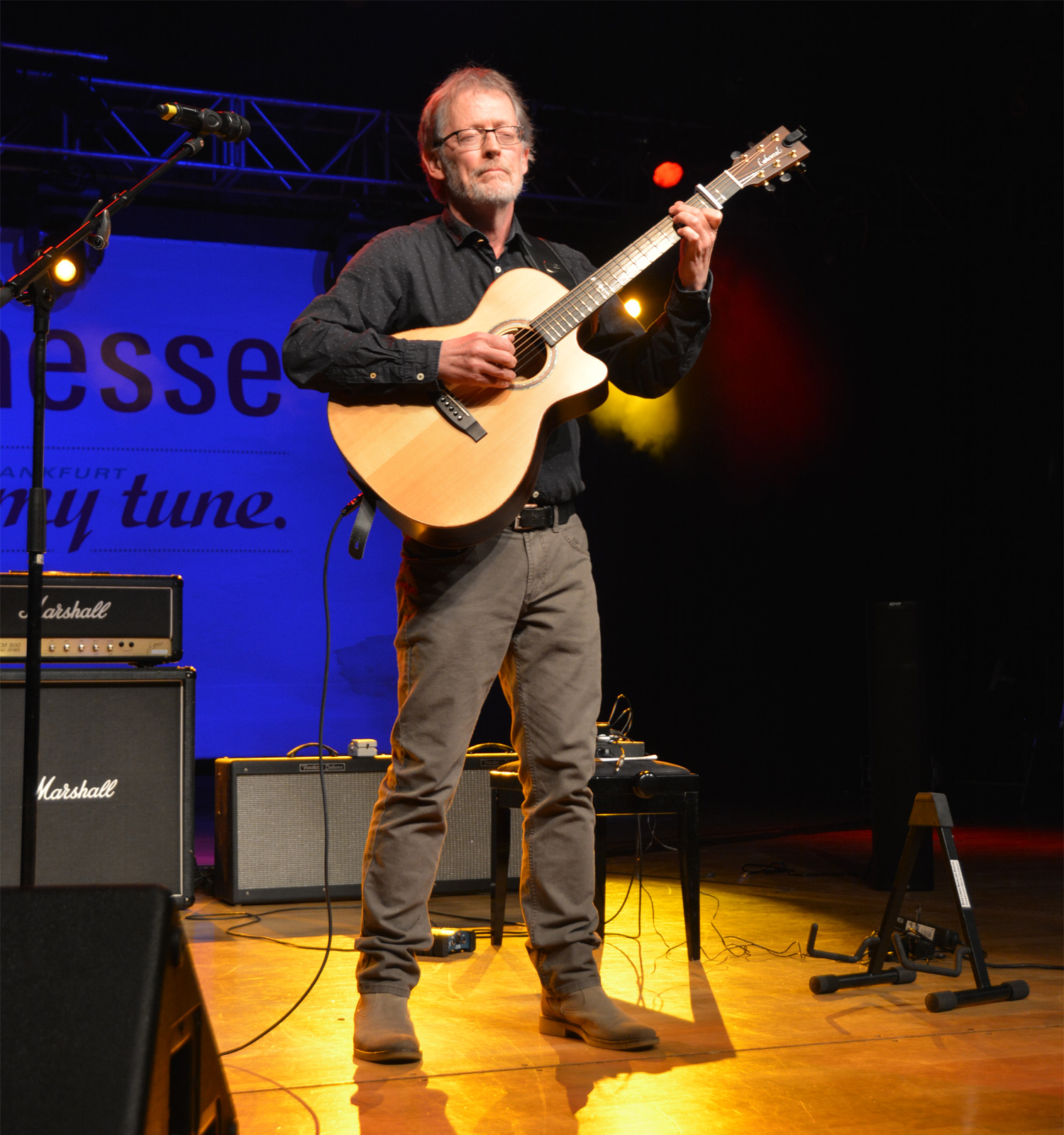
Ulli Bögershausen auf der Musikmesse Frankfurt beim Auftritt während der Acoustic Night am 8. April 2016

Ulli Bögershausen (*  16. Mai 1954 in Rheda-Wiedenbrück) ist ein deutscher Solo-Gitarrist und Gitarrenlehrer. Er ist durch Tourneen durch Japan, die USA und Taiwan 1995 auch international bekannt geworden, veröffentlichte eine Reihe von Solo-CDs und verfasste mehrere Lehrbücher für Gitarre. Außerdem ist er Workshop-Dozent im In- und Ausland.
Bögershausen begann im Alter von neun Jahren mit dem Gitarrenspiel.
Ulli Bögershausen bevorzugt die Stahlsaiten-Gitarre, deren schärfere Tontrennung nach seiner Ansicht Melodieläufen mit Rhythmusfiguren eine größere Transparenz verleiht. Den lang ausklingenden Ton des Instruments nutzt er gern als kompositorisches Element. Er ist Endorser der Firma Lakewood Guitars, die für ihn ein Signature-Modell herausgebracht hat.

## Wichtigste Konzerte
- Internationales Tanz- und Folkfestival Rudolstadt 1997
- Gitarrenfestival Wiesloch 1997
- Open Strings Festival Osnabrück 1997 und 1999
- Alte Oper Frankfurt 1986, 1988, 1991
- Gitarrenfestival Nashville 2000
- Los Angeles Convention Center 2000
- Folkalliance Cleveland 2000
- Central Station Music Hall Taipeh 2002
- Japan Tourneen 2000 und 2002
- Taiwan Tourneen 2001 und 2002
- Korea Tournee 2014
- China Tourneen 2014, 2016, 2017.

## Diskographie
- 1981 "ganz bestimmt vielleicht"
- 1983 "Im Zwielicht"
- 1984 "gegen die Zeit"
- 1986 "autogen"
- 1988 "Live" mit Mohammad Tahmasebi
- 1991 "April" mit Reinhold Westerheide
- 1993 "Best of..."
- 1995 "ageless guitar solos"
- 1998 "Pictures" mit Reinhold Westerheide
- 1999 "Sologuitar" 15 Solostücke
- 2000 Personal Favourites – Super Audio CD, nur in Asien erhältlich
- 2002 Private Stories
- 2002 Christmas Carols
- 2004 Chocolate and Wine
- 2006 Ballads
- 2007 Vinyl
- 2008 Crimson
- 2010 In a Constant State of Flux
- 2012 Christmas Carols
- 2013 15 Lullabies
- 2014 Spring Summer and Fall – Tunes of a Lifetime
- 2017 Tides
- 2018 The Celtic Album (nur digital)
- 2019 Miniatures (nur digital)

## Scores and TABs
- ganz bestimmt vielleicht (Edition Kröpcke 1981)
- Profipicking leichtgemacht (Acoustic Music 1996)
- Fingerstyle Guitar leichtgemacht (Acoustic Music 1997)
- Fingerstyle Guitar Made easy (Mel Bay)
- ageless guitar solos (Acoustic Music 2000)
- Open Tunings leichtgemacht (Acoustic Music 1998)
- Von Anfang an! – Bd. 1 & 2 (Acoustic Music 1999)
- My Songbook (Enrich Music 2000)
- Mein DADGAD Sound (Acoustic Music 2003)
- Christmas Charols in Open Tunings (Heinrichshofen 2001)
- Chocolate & Wine (Edition Laika)
- Easy Fingerstyle – Vol. 1 & 2 (Acoustic Music Books 2005)
- 10 Duets with Franco Morone (Acoustic Music Books 2009)
- Personal Favorites Popsongs for guitar (Acoustic Music Books 2011)
- Christmas Carols 20 Christmas songs for guitar (Acoustic Music Books 2012)
- 15 Lullabys Folksongs for guitar (Acoustic Music Books 2013)
- More Personal Favorites (Acoustic Music Books 2015)
- Fingerstyle Guitar (Gitarrenschule)(Acoustic Music Books 2016)
- Deutsche Volkslieder (Acoustic Music Books 2016)

## DVDs
- Acoustic Guitar leichtgemacht (Acoustic Music 2000)
- Best of Ulli Bögershausen (Vision Quest Publishing 2004)
- The Fingerstyle All Stars (Vision Quest Publishing 2004)
- My Choice (Laika Records 2008)

## Taschenbuch
- Chocolate and Wine – Autobiography AMB 2014 (German language only)